# Sebastian Nađ
Sebastian Nađ (ur. 30 maja 1997) – serbski zapaśnik walczący w stylu klasycznym. Złoty medalista mistrzostw świata w 2022; ósmy w 2021. Piąty na mistrzostwach Europy w 2022. 
Wicemistrz Europy U-23 w 2019 i trzeci w 2017 roku.